# 川东港
川东港，位于中華人民共和國江苏省东台市北部、大丰市南部，在东台市境内也称何垛河，西起东台市，与串场河相接，东北流入大丰市，在大丰市东南沿岸入黄海。全长53.5公里，流域面积648平方公里。川东港下游南岸拥有良好的湿地生态系统，是江苏大丰麋鹿国家级自然保护区所在地。

## 川东港工程
在国务院批复的《淮河流域防洪规划》、水利部批复的《淮河流域重点平原洼地除涝规划》中确定实施川东港综合治理工程，以提高里下河地区总体防洪排涝能力。工程将拓浚整治车路河经川东港入海，形成里下河地区“下泄”入海的第五大港。